# Нефтехимическая компания Джем
Нефтехимическая компания Джем (перс. شرکت پتروشیمی جم‎), (англ. Jam Petrochemical Company, (JPC)) — иранская нефтехимическая компания, расположенная в Эселуйе, провинция Бушир. Основана в 2000 году.

## История
Компания JPC была основана в 2000 году в рамках национальной стратегии Ирана по развитию нефтехимической промышленности и использованию ресурсов газового месторождения Южный Парс. Компания занимает 77 гектаров в Особой экономической энергетической зоне Парс, Эселуйе, провинция Бушир. JPC создана в рамках Третьего экономического плана развития Ирана с целью максимального использования ресурсов Южного Парса. Известный как проект «Олефины-10» в рамках Национальной нефтехимической компании Ирана, JPC использует преимущества близости к основным ресурсам, таким как сырьё, топливо и инфраструктура (порты, дороги). Это помогает компании успешно работать на внутреннем и внешнем рынках, поддерживая экспорт продукции вне нефтяного сектора Ирана.

## Производственные единицы и продукция
Производственный комплекс JPC включает несколько специализированных производственных единиц, выпускающих широкий ассортимент нефтехимической продукции. Основные единицы включают производство олефинов, полиэтилена высокой плотности (HDPE), линейного полиэтилена низкой плотности (LLDPE), бутадиена и бутена-1. Эти мощности позволяют считать JPC одним из крупнейших производителей олефинов в мире и важным поставщиком полимерной продукции в Иране. Ассортимент продукции компании включает различные марки полиэтилена и другие нефтехимические производные, востребованные на рынках Ближнего Востока и за его пределами.

## Санкции
В июле 2022 года Министерство финансов США ввело санкции против JPC в рамках инициативы, направленной на ограничение экспорта иранской нефтехимической продукции.